# Mesoceration fusciceps
Mesoceration fusciceps är en skalbaggsart som beskrevs av Perkins och Balfour-browne 1994. Mesoceration fusciceps ingår i släktet Mesoceration och familjen vattenbrynsbaggar. Inga underarter finns listade i Catalogue of Life.